# Rasa del Cal Sant
La Rasa de Cal Sant és un torrent afluent per la dreta del Cardener a la Vall de Lord.

## Descripció
Neix a 1.521 msnm a uns 200 metres per sota de la urbanització del Port del Comte. De direcció predominant cap a les 2 del rellotge, s'escola pel vessant de llevant de la Serra de Querol (al massís del Port del Comte) al nord de l'indret conegut com la Clota. En la seva davallada, deixa a l'esquerra les masies de Cal Sant, Ca l'Andal i l'antiga masia de Ca l'Estevet i a la dreta la masia de Cal Culrodó. Després de passar entre els Monells (al nord)i el Bosc del Pasqual (al sud), desguassa al Cardener uns 80 metres aigües avall del Molí de Dalt.

## Municipis que travessa
Tot el seu recorregut el realitza pel terme municipal de la Coma i la Pedra.

## Xarxa hidrogràfica
La Rasa de Cal Sant no té cap afluent. La longitud total de la seva xarxa, per tant, és la de la rasa.

## Perfil del seu curs
| metres de curs  | 0     | 250   | 500   | 750   | 1.000 | 1.250 | 1.415 |
| --------------- | ----- | ----- | ----- | ----- | ----- | ----- | ----- |
| Altitud (en m.) | 1.521 | 1.429 | 1.370 | 1.215 | 1.100 | 1.014 | 977   |
| % de pendent    | -     | 36,8  | 23,6  | 62,0  | 46,0  | 34,4  | 14,8  |